# Rewolucja w Asturii 1934
Rewolucja w Asturii 1934 (hiszp. Revolución de Asturias) – ruch rewolucyjny, który trwał od 5 do 19 października 1934 roku w północnej Hiszpanii (Asturii).

## Przyczyny
Bunt został wywołany pod wpływem wielu czynników. Przyczyną pośrednią buntu była między innymi słaba sytuacja gospodarczo-ekonomiczna Hiszpanii spowodowana globalnym kryzysem, a co za tym idzie wzrost bezrobocia i utrudnienia związane z emigracją. W związku z problemami na rynku pracy, klasa robotnicza zaczęła wyznawać ideologie socjalistyczne, co doprowadziło do wzrostu popularności związków zawodowych i partii lewicowych.
Przyczyną bezpośrednią były wybory i związane z nimi problemy polityczne. Po fali strajków i manifestacji w strefach uprzemysłowionych, prezydent republiki Niceto Alcalá-Zamora ogłosił nowe wybory, które odbyły się w listopadzie 1933 roku. Sukces odniosły partie centro-prawicowe, które stworzyły silną koalicję (Akcja Ludowa – Acción Popular i Partia Liberalno-Demokratyczna – Partido Liberal-Demócrata). Hiszpańska Socjalistyczna Partia Robotnicza (Partido Socialista Obrero Español) otrzymała mało miejsc w parlamencie, ale razem z Powszechnym Związkiem Robotników (Unión General de Trabajadores) nie popierała decyzji nowego rządu.
Alcalá-Zamora był zadowolony z wyników wyborów, ponieważ CEDA (jej liderem był José María Gil-Robles y Quiñones) nie otrzymała bezwzględnej większości. Zezwolono więc na utworzenie rządu Alejandra Lerrouksa (umiarkowany centrolewicowy republikanin), jednak poparcie CEDA było niezbędne do prowadzenia dalszych rządów. W roku 1934 CEDA postawiła Lerrouksowi ultimatum: jego rząd zyska dalsze poparcie, jeśli włączy do niego parlamentarzystów z CEDA. Lerroux był zmuszony do przystania na te warunki, co zaniepokoiło lewicę. PSOE obawiała się represji i faszystowskiego rządu. Powszechny Związek Robotników ogłosił strajk generalny. Decyzja ta była nieprzemyślana i strajk okazał się porażką. Terytoriami zaangażowanymi w strajk były tylko Katalonia i Asturia, jednak wydarzenia o większej wadze miały miejsce w Asturii.

## Przebieg rewolucji

Asturia na tle Hiszpanii

Asturia, jako region uprzemysłowiony, posiadała duży odsetek robotników wyznających ideologie socjalistyczne. Powszechny Związek Robotników cieszył się tam dużą popularnością. Ruch rewolucyjny zaczął się 5 października 1934 roku od buntu w kopalni węgla. Robotnicy zajęli kopalnię, aby pozyskiwać z niej dynamit. Centrum rewolucji stało się miasto Turón. Rewolucjoniści utworzyli nawet własne organizacje, takie jak Informacja Rewolucyjna (Información Revolucionaria), Zarząd Przemysłowy (Gestión Industrial), Służba Sanitarna (Sanidad) i Transport (Los Transportes). Robotnicy ustanowili również własne reformy regionalne, odpowiadające założeniom socjalizmu – zniesienie własności prywatnej czy zastąpienie waluty bonami. W celu kontynuowania działań zbrojnych przebudowali też fabryki przemysłowe na fabryki broni (produkcja bomb i wozów pancernych). 6 października zajęli Oviedo – punkt zarówno strategiczny, jak i symboliczny. Jednocześnie rozpoczęto walkę z Kościołem, mordowano księży katolickich i zniszczono 58 kościołów. Za symbol prześladowań Kościoła uznano pomordowanie zakonników z zakonu braci szkolnych, którzy prowadzili szkołę w Turón. Robotnicy zamordowali łącznie około 260 osób. Po powstaniu nasiliły się represje wobec socjalistów, komunistów i anarchistów.
Generałowie Eduardo López Ochoa i Francisco Franco (późniejszy dyktator) wraz ze swoimi wojskami opanowali powstanie: w ciągu dwóch tygodni bunt został krwawo spacyfikowany. Najbardziej ucierpiało Oviedo, niszczone przez wojska republiki i samych rewolucjonistów (unikatowe zbiory biblioteczne Uniwersytetu, teatr Campoamor, katedra). Po tych wydarzeniach Asturia przybrała miano „czerwonej”. W pacyfikacji zginęło wielu cywili, gdyż oficerowie pacyfikujący rebelię nakazali traktować miasto jako wrogie (tak jak podczas wojen zagranicznych).